# 電石
電石（英: electret、エレクトレット）とは、電場を形成し続ける物質のこと。磁石に対比される。1919年に江口元太郎が発見した。

## 概要
電場を自ら帯びている物体の一種である。電石は単一、あるいは等量の異符号の電荷を帯びうる。電石が例えば、正電荷のように、単一電荷を帯びている時は、その電場の方向が自身によって、無限遠、あるいは無限遠と等価な処へ向けられ、一方、等量の異符号の電荷を帯びている電石は、内部を通過する電荷対（電荷双極子）の指し示す向きに同じく、両端が分離している正負電荷を帯びる物体（蓄電器、コンデンサー）と等価に形成しうるので、この種の状況下では電石は磁鉄に非常に類似している。

## 製法
早期の製作方法は、強電場中で蝋を融解し、溶融状態下にある蝋の一部分に内部電荷対が定まった向きの配列を生じさせ、外電場を保ったまま温度を降下させて蝋を凝固させることで、電荷対を「凍結」し、等量の異符号の電荷を帯びる電石を形成させるものであった。この種の方法で製作した電石の寿命は十年程である。

## 用途
- マイクロフォン:マイクロフォンの中にはエレクトレットコンデンサを用いたマイクロフォンがある。